# Werner Stötzer

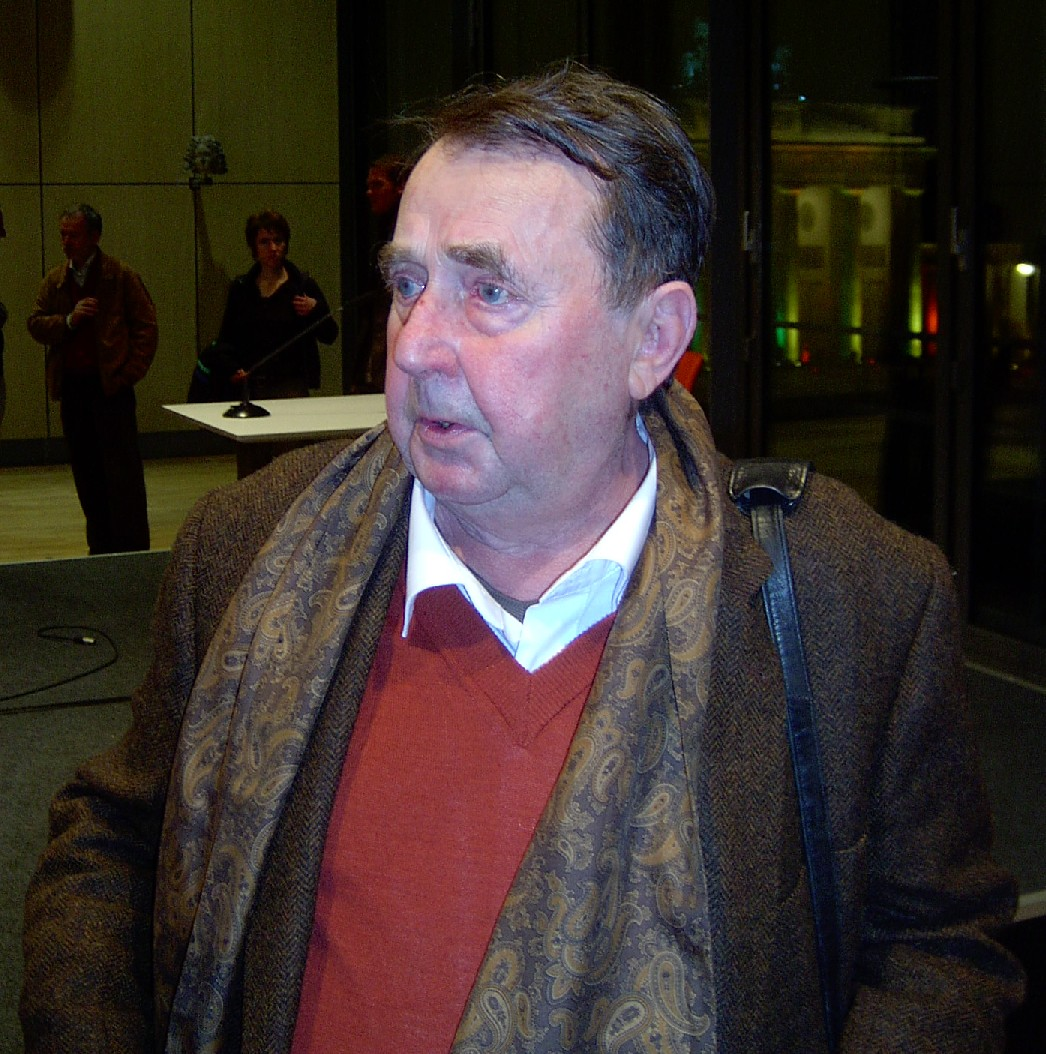
Werner Stötzer (2006)

Werner Stötzer (* 2. April 1931 in Sonneberg; † 22. Juli 2010 in Altlangsow) war ein deutscher Bildhauer und Zeichner. 

## Leben und Werk

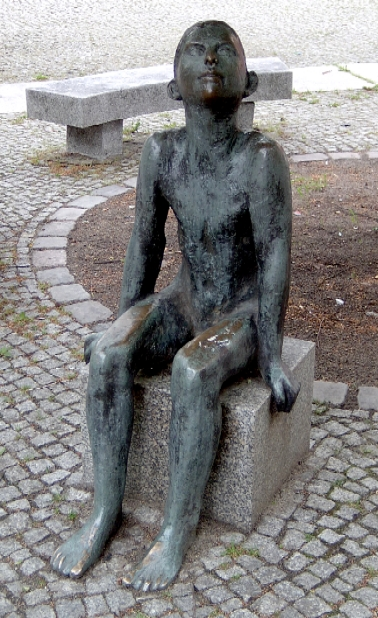
Bronze Sitzender Junge (1956) in der Berliner Erich-Weinert-Straße

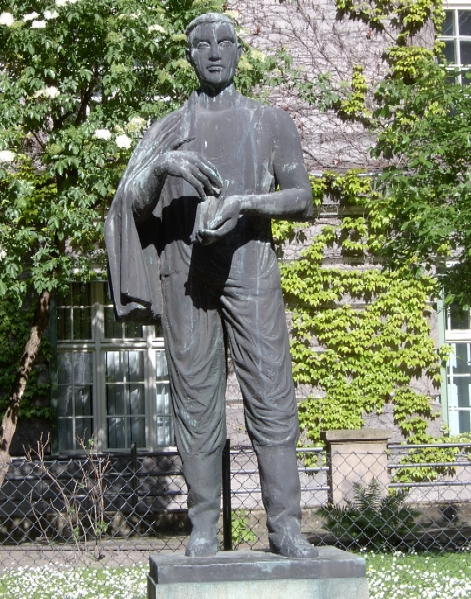
Lesender Arbeiter im Hof der Deutschen Staatsbibliothek in Berlin (1961)

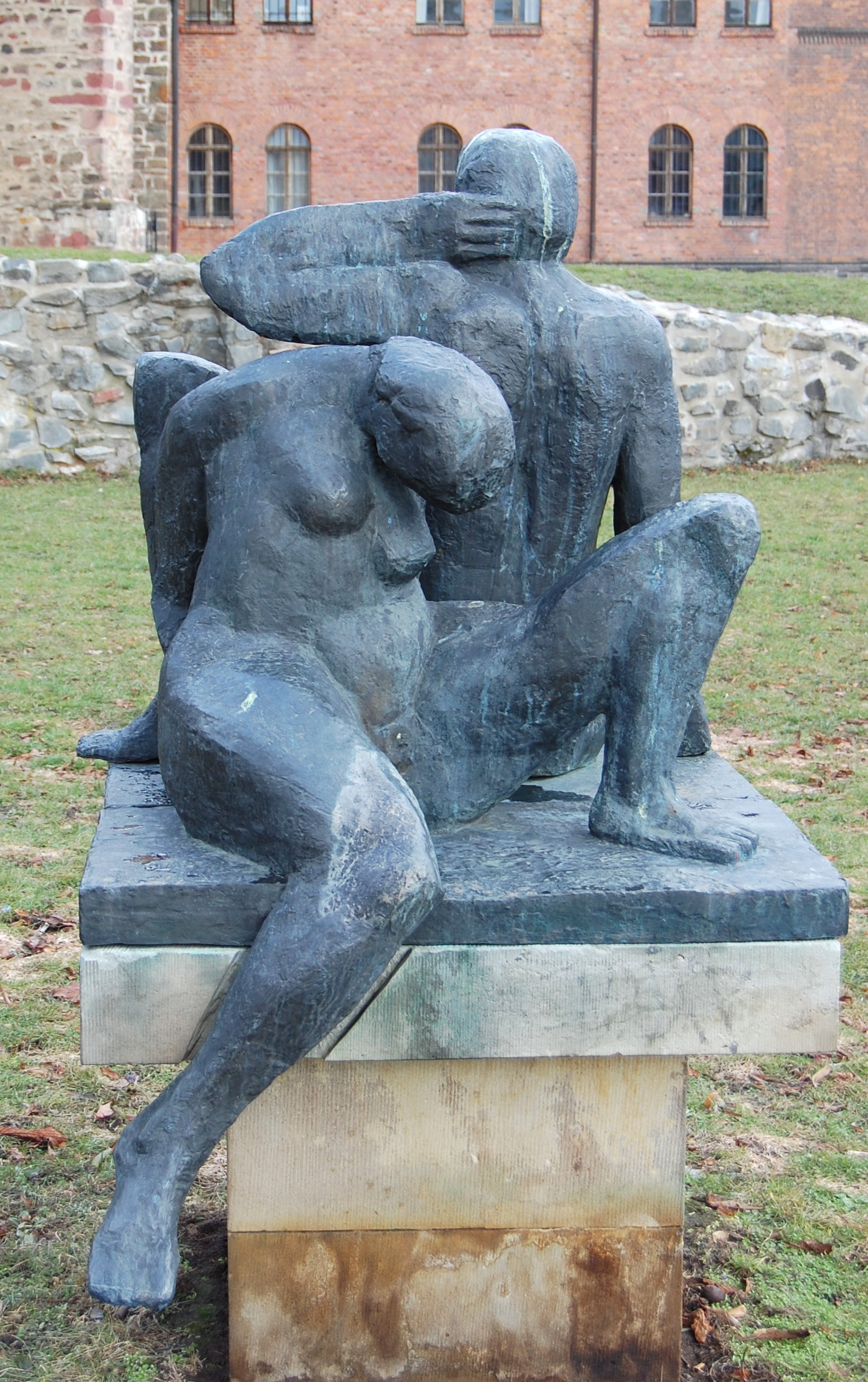
Werra und Saale (1986) im Skulpturenpark Magdeburg

Der Steinacher Werner Stötzer kam im Sonneberger Krankenhaus zur Welt. Er wuchs in Steinach auf und nach einer Ausbildung zum Keramikmodelleur an der Fachschule für angewandte Kunst in Sonneberg studierte er von 1949 bis 1951 an der Hochschule für Baukunst und bildende Künste in Weimar bei Martin Domke, Hans van Breek und Siegfried Tschierschky. Aufgrund der Neuausrichtung der Hochschule setzte er sein Studium von 1951 bis 1953 in Dresden an der Hochschule für Bildende Künste bei Eugen Hoffmann und Walter Arnold fort. Von 1954 bis 1958 war er Meisterschüler bei Gustav Seitz an der Deutschen Akademie der Künste. Zu den Meisterschülern dieser Zeit gehörten u. a. Manfred Böttcher und Harald Metzkes, mit denen ihn eine lebenslange Freundschaft verband, aber auch der Maler Ernst Schroeder. Nach dem Ende der Meisterschülerzeit war Stötzer vor allem freischaffender Künstler.
1974 arbeitete er an der Umsetzung des Films Der nackte Mann auf dem Sportplatz von Konrad Wolf mit, der in seiner Heimatstadt Steinach und in Steinheid aufgenommen wurde. Er übernahm darin auch selbst eine kleine Nebenrolle als Bürgermeister.
Werner Stötzer war auch lehrend tätig. So war er von 1975 bis 1978 Gastdozent an der Kunsthochschule Berlin-Weißensee. Von 1987 bis 1990 hatte er eine Professur mit künstlerischer Lehrtätigkeit an der Akademie der Künste der DDR inne. Ab 1978 war er ordentliches Mitglied und von 1990 bis 1993 Vizepräsident der Akademie der Künste.
Dort wurde er selbst zum Mentor zahlreicher Künstler. Zu seinen Meisterschülern an der Akademie gehörten u. a. die Bildhauer Horst Engelhardt, Berndt Wilde und Joachim Böttcher, von 1989 bis 1992 der Maler und Bühnenbildner Mark Lammert.
Stötzer gehörte mit Norbert Blum, Arno Fischer, Peter Flierl (* 1929), Hans Gutheil (1931–2023), Margret Middell, Friedrich Nostitz, Solweig Steller (* 1942) und Peter Voigt zum Kollektiv für die bildhauerische, bildkünstlerische und architektonische Gestaltung des Marx-Engels-Forums Berlin und erhielt mit diesem 1986 den Nationalpreis der DDR II. Klasse.
Stötzer hatte eine große Zahl von Einzelausstellungen und Ausstellungsbeteiligungen, in der DDR u. a. von 1958 bis 1988 an sechs Deutschen Kunstausstellungen bzw. Kunstausstellungen der DDR in Dresden. 
Studienreisen führten ihn unter anderem in die Tschechoslowakei (1955), die Sowjetunion (1958), nach China (1957), Ungarn, Österreich (1957), Polen und in die Schweiz.
In erster Ehe war Stötzer von 1961 bis 1992 mit der Grafikerin Renate Rauschenbach (1929–2023) verheiratet. Sie bewohnten seit der Geburt von Tochter Carla von 1961 bis 1978 ein gemeinsames Haus in Berlin-Altglienicke. Er hatte Wohnungen und Atelier in Berlin und Vilmnitz, wo er u. a. an der Reliefwand Alte Welt für das Marx-Engels-Forum arbeitete. Von 1980 bis zu seinem Tod bewohnte er zusammen mit der Bildhauerin Sylvia Hagen ein ehemaliges Pfarrhaus in Altlangsow am Rande des Oderbruchs. Aus dieser Ehe stammt der Sohn Karl Hagen-Stötzer.
Stötzer wurde auf dem Friedhof von Altlangsow beerdigt.

## Weitere Ehrungen
- 1962 Will-Lammert-Preis
- 1975 Käthe-Kollwitz-Preis
- 1977 Nationalpreis der DDR
- 1994 Ernst-Rietschel-Kunstpreis für Bildhauerei
- 2008 Brandenburgischer Kunstpreis
- 2009 Ehrenbürgerwürde der Stadt Seelow

## Darstellung Stötzers in der bildenden Kunst der DDR
- Gerhard Kettner: Werner Stötzer (Bleistiftzeichnung, 30 × 24 cm, um 1962)[6]

## Ausstellungen (unvollständig)
- 1960 Berlin, Staatliche Museen zu Berlin, Nationalgalerie
- 1963 Magdeburg, Kulturhistorisches Museum (zusammen mit Gerhard Kettner)
- 1964 Altenburg, Greifswald, Stralsund, Erfurt
- 1965 Wien, Galerie „ZB“ (zusammen mit Gerhard Kettner)
- 1970 Potsdam
- 1972 Leipzig, Dresden
- 1979 Rostock, Galerie am Boulevard
- 1982 Ravensburg
- 1984 Wien, Galerie Chobot
- 1986 Bremen, Gerhard-Marcks-Haus
- 1989 Berlin, Galerie im Körnerpark („Werner Stötzer. Seine Lehrer. Seine Schüler“)
- 1995 Zürich, World Trade Center
- 1996 Lago Maggiore, Vira – Gambarogno Tessin Schweiz
- 1998 Frankfurt am Main, Galerie Schwind
- 1999 Duisburg, Wilhelm Lehmbruck Museum
- 2000 Düsseldorf, Galerie Beethovenstraße
- 2001 Berlin, Galerie Leo Coppi
- 2002 Berlin, galerie+edition refugium
- 2003 Frankfurt am Main, Galerie Schwind
- 2004 Bremen, „Sich dem Stein stellen“, Gerhard-Marcks-Haus
- 2005 Dresden, Galerie Beyer
- 2005 Leipzig, Galerie Schwind
- 2006 Berlin, Akademie der Künste (Berlin), „Märkische Steine“
- 2006 Dresden, Leonhardi-Museum, „Wegzeichen“
- 2006 Berlin, Galerie LEO.COPPI
- 2009 Frankfurt am Main, Galerie Schwind
- 2013 Hamburg, Open-Air-Schau Figur als Widerstand am Jungfernstieg (zusammen mit Alfred Hrdlicka und Bernd Stöcker)
- 2020 Berlin, Kunsthandel Dr. Wilfried Karger (Skulpturen – Plastiken – Zeichnungen)

## Werke (Auswahl)
- 1956 Sitzender Junge, Bronze

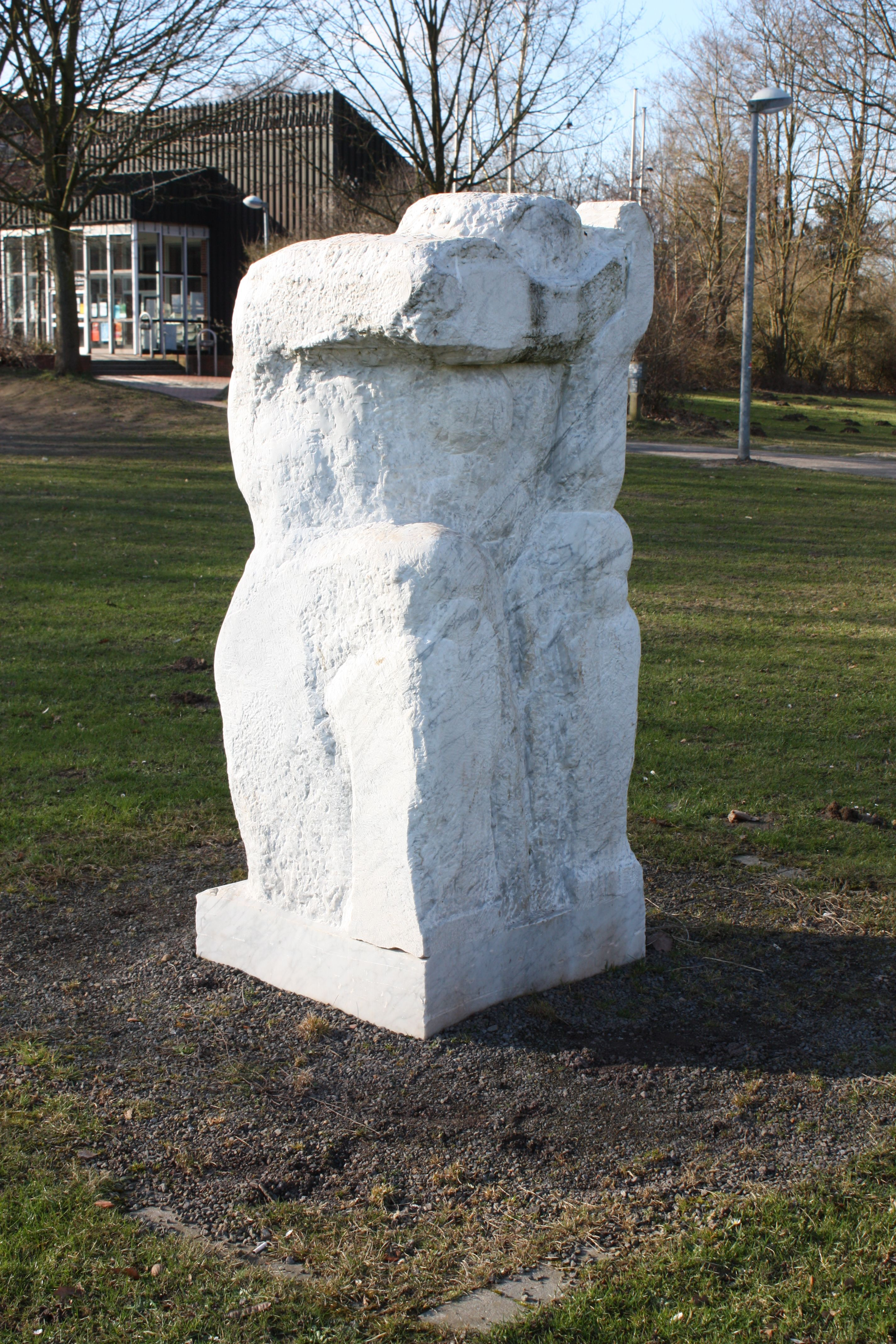
Große Sitzende, Internationales Bildhauersymposion Formen für Europa – Formen aus Stein in Syke (1991)

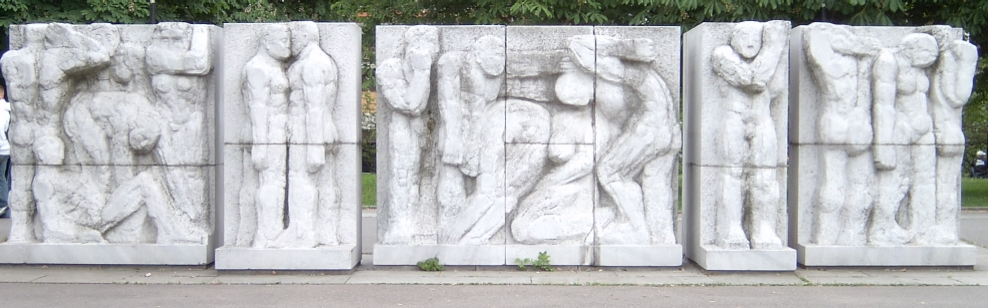
Marmor-Relief Alte Welt im Berliner Marx-Engels-Forum (1985/86)

- 1959/60 Fragen eines lesenden Arbeiters und Lesender Arbeiter im Hof des Staatsbibliothek zu Berlin, Unter den Linden, Bronzerelief
- 1963 Porträt Gerhard Kettner, Bronzebüste
- 1965 Stehendes Paar, Carara-Marmor, 64 cm × 15 cm × 19 cm, Unikat, Privatbesitz
- 1965 Trauernde Frauen, Marmor-Relief
- 1966 Liegende (In memoriam Bobrowski), Kunstmuseum Moritzburg Halle (Saale)
- 1966–1968 Bronzetür für das Kloster Unser Lieben Frauen, Magdeburg
- 1967 Babi Jar, Relief und Lithografie
- 1970 Entwurf Bronzetür für die Thomaskirche in Erfurt
- 1972 Auschwitzgruppe, Marmor
- 1980 Bühnenbild und Masken zu Electra am Deutschen Theater Berlin
- 1982–84 Saale und Werra, Skulpturenpark Magdeburg
- 1985–86 Marmor-Reliefwand Alte Welt für das Marx-Engels-Forum in Berlin-Mitte
- 1986–87 Mutter und Kind
- 1988 Zigeunerin von Marzahn
- 1991 Große Sitzende (Internationales Bildhauersymposion Formen für Europa – Formen aus Stein in Syke)
- 1992 Denkmal für Johann Adam Schall von Bell, Köln
- 1995 Torso (für Eberhard Roters)
- 1996 Fliehende
- 1996 Undine
- 2002 Liegende
- 2010 Torso, leicht gedreht[7]

## Zitate
- über Stötzer
  - „[…] Erst in den Marmorreliefs hat er konsequent versucht, durch Verkürzungen und Überschneidungen Räumlichkeit und Bewegung darzustellen. Seine Vorliebe für Einfachheit und Überschaubarkeit läßt ihn besonders darauf achten, daß durch kontinuierlichen Fluß der Umrisse und oragabischen Zusammenhang der Körperformen eine klare Bildordnung entsteht.Es ist erstaunlich, welche Monumentalität trotz des kleinen Formats von diesen Kompositionen ausstrahlt, deren schönste die Johannes Bobrowski gewidmete Große Liegende ist.“[8]
  - „Der Figurenbildner Stötzer, der auch zeichnend immer den Körperhaltungen und Umrisslinien nachspürte, war zugleich höchst empfänglich für Landschaften, die ja auch Lebensräume der Menschen sind. Er umschrieb Landschaft dann wieder mit Hilfe der Menschenfigur – Werra und Saale, Wegzeichen, Seezeichen, Märkisches Tor.“[9]
- über das eigene Schaffen
  - „Mein Inhalt ist weder der Himmel noch die Hölle, es ist der Mensch.“[10]
  - „[…] saß ich vor dem Jungen der modelliert und abgegossen war. Stinklangweilig. Ich kriegte eine große Wut, eines Sonnabends. Dann nahm ich ein Beil, in der Wut hatte ich auch etwas getrunken, und haute dem ins Kreuz rein. Der Kopf fliegt hoch und schaut so nach oben. Das habe ich dann gelassen […] Und dann kam eine Ausstellung in der ich den Jungen zeigte, und da stand im ND oder irgend einer anderen Zeitung, daß der Junge zum Sputnik hochguckt. Das war herrlich. Das ist der zum Sputnik guckende Junge.“[11]

## Film
- Werkstatt Zukunft II (DDR 1976, Regie: Joachim Hellwig)

## Weblinks

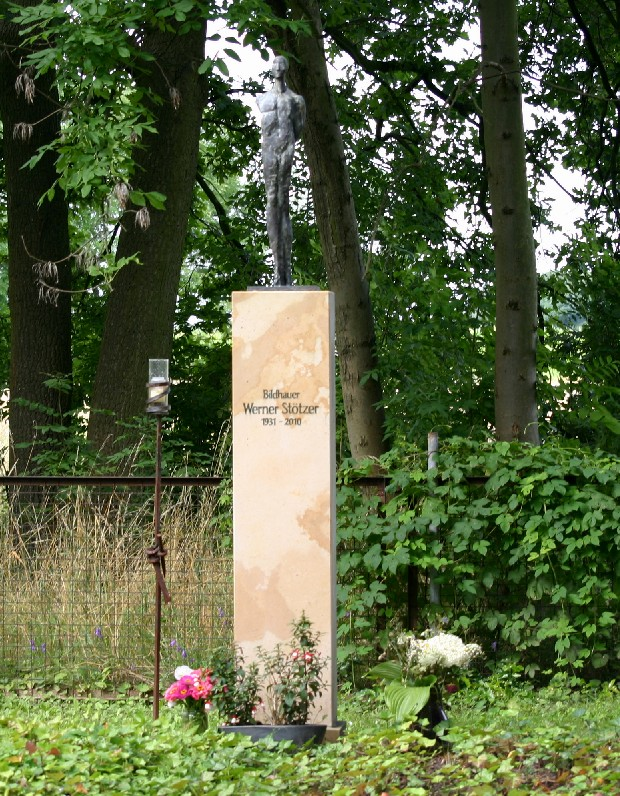
Grab von Werner Stötzer in Altlangsow